# Steinberg
Steinberg Media Technologies GmbH (giao dịch như Steinberg) là một công ty phần mềm và phần cứng âm nhạc của Đức có trụ sở tại Hamburg với các văn phòng vệ tinh ở Siegburg và Luân Đôn. Công ty phát triển phần mềm viết nhạc, ghi âm, sắp xếp và chỉnh sửa, đáng chú ý nhất là Cubase, Nuendo và Dorico. Nó cũng thiết kế giao diện phần cứng âm thanh và MIDI, bộ điều khiển và các ứng dụng nhạc iOS/Android bao gồm cả Cubasis. Steinberg đã tạo ra một số công nghệ âm nhạc tiêu chuẩn của ngành bao gồm định dạng Công nghệ phòng thu ảo (VST) cho các plug-in và giao thức ASIO (Audio Stream Input/Output). Steinberg là công ty con thuộc sở hữu hoàn toàn của Yamaha từ năm 2005.

## Lịch sử
Công ty được thành lập vào năm 1984 bởi Karl Steinberg và Manfred Rürup tại Hamburg. Là những người ủng hộ và hâm mộ giao thức MIDI ban đầu, cả hai đã phát triển Pro 16, một ứng dụng giải trình tự MIDI cho Commodore 64 và ngay sau đó, Pro 24 cho nền tảng Atari ST. ST có cổng MIDI tích hợp giúp tăng nhanh chóng sự quan tâm đến công nghệ mới trên toàn thế giới âm nhạc.
Năm 1989, Steinberg phát hành Cubase cho Atari, và các phiên bản dành cho nền tảng Mac và Windows sẽ ra đời ngay sau đó. Nó đã trở thành một bộ tuần tự MIDI rất phổ biến, được sử dụng trong các phòng thu trên toàn cầu.
Steinberg Media Technologies AG có doanh thu 25 triệu DM vào năm 1999. Công ty có 180 nhân viên vào năm 2000.  Một mục nhập theo kế hoạch trên Neuer Markt (New Market, NEMAX50) của Deutsche Börse không thành công. Công ty có doanh thu 20 triệu năm 2001 và 130 nhân viên vào năm 2002.
Năm 2003 Steinberg được mua lại bởi Pinnacle Systems và ngay sau đó, bởi Yamaha vào năm 2004. Với công ty mẹ mới là Yamaha, Steinberg đã mở rộng thiết kế và sản xuất phần cứng của riêng mình, và kể từ năm 2008, công ty đã tạo ra một loạt phần cứng âm thanh và giao diện MIDI bao gồm dòng UR, MR816, CC và CI.
Vào năm 2012, Steinberg đã tung ra bộ tuần tự iOS đầu tiên của mình, Cubasis, được cập nhật thường xuyên kể từ đó.
Steinberg đã giành được một số giải thưởng trong ngành bao gồm một số giải thưởng MIPA, và các giải thưởng dành cho Cubasis và bộ điều khiển CMC của nó cùng những giải thưởng khác.

### Mua lại đội Dorico
Vào năm 2012, Steinberg mua lại nhóm phát triển cũ của Sibelius, sau khi văn phòng của Avid ở London đóng cửa vào tháng 7, để bắt đầu phát triển một phần mềm chấm điểm chuyên nghiệp mới có tên Dorico. Nó được phát hành vào ngày 19 tháng 10 năm 2016.

## Lịch sử sản phẩm
Cubase được phát hành vào năm 1989, ban đầu là một bộ thu âm MIDI. Bản ghi âm kỹ thuật số được tiếp nối vào năm 1992 với Cubase Audio, tiếp theo là hỗ trợ VST vào năm 1996, giúp các lập trình viên phần mềm của bên thứ ba có thể tạo và bán các nhạc cụ ảo cho Cubase. Steinberg đã kết hợp các nhạc cụ và hiệu ứng VST của riêng mình với Cubase, cũng như tiếp tục phát triển các nhạc cụ độc lập. Hỗ trợ Atari cuối cùng đã kết thúc và Cubase trở thành máy Mac và Windows DAW (máy trạm âm thanh kỹ thuật số), với tính năng tương đương trên cả hai nền tảng.
Bộ chỉnh sửa và làm chủ âm thanh WaveLab được ra mắt vào năm 1995 dành cho Windows và các giao thức VST và ASIO - những công nghệ mở có thể được sử dụng bởi bất kỳ nhà sản xuất nào - được phát hành lần đầu tiên vào năm 1997. WaveLab sẽ đến với Mac vào năm 2010.
Năm 2000, công ty phát hành Nuendo, một DAW mới nhắm mục tiêu rõ ràng vào các ngành công nghiệp truyền thông và phát thanh. Năm 2001 chứng kiến sự ra đời của HALion, một trình lấy mẫu phần mềm chuyên dụng. Việc viết lại hoàn toàn Cubase vào năm 2002 là cần thiết do mã kế thừa của nó không thể bảo trì được nữa, dẫn đến việc đổi tên thành Cubase SX, bỏ công nghệ cũ và sử dụng động cơ âm thanh từ Nuendo. Kể từ thời điểm này, Cubase và Nuendo đã chia sẻ nhiều công nghệ cốt lõi. Cubase hiện có ba phiên bản - Elements, Artist và Pro.
Steinberg là một trong những nhà sản xuất DAW đầu tiên bắt đầu sử dụng tính năng bù trễ tự động để đồng bộ hóa các kênh khác nhau của bộ trộn có thể có độ trễ khác nhau.
Với sự phổ biến ngày càng tăng của các thiết bị di động, Steinberg phát triển các ứng dụng cho iOS bao gồm Cubasis, một DAW đầy đủ tính năng cho iPad với các plug-in, ghi âm và chỉnh sửa MIDI đầy đủ và nhiều tính năng chuyên nghiệp khác. Nó cũng tạo ra các ứng dụng độc lập bao gồm hệ thống Nanologue và LoopMash. Vào năm 2016, Steinberg đã phát hành Dorico, một bộ ký hiệu và chấm điểm âm nhạc chuyên nghiệp.

### Steinberg VST
Là một phần trong quá trình phát triển hàng đầu của mình, bộ phối ghép Cubase, Steinberg đã xác định giao diện VST (Công nghệ phòng thu ảo) vào năm 1996, bằng cách đó các chương trình bên ngoài có thể được tích hợp dưới dạng nhạc cụ ảo có thể chơi được thông qua MIDI. VST mô phỏng môi trường phòng thu thời gian thực với EQ, hiệu ứng, trộn và tự động hóa và đã trở thành tiêu chuẩn gần như được hỗ trợ bởi nhiều chương trình chỉnh sửa âm thanh khác.
Phiên bản mới nhất là VST 3. VST 3 là bản làm lại chung của giao diện trình cắm thêm VST đã có từ lâu. Nó không tương thích với các phiên bản VST cũ hơn, nhưng nó bao gồm một số tính năng và khả năng mới.
Ban đầu chỉ được phát triển cho Macintosh, Steinberg Cubase VST cho PC sau đó một năm và thiết lập VST và Giao thức đầu vào / đầu ra luồng âm thanh (ASIO) làm tiêu chuẩn mở cho phép các bên thứ ba phát triển trình cắm và phần cứng âm thanh. ASIO đảm bảo rằng độ trễ do phần cứng âm thanh gây ra trong quá trình phát âm thanh được giữ ở mức tối thiểu để cho phép các nhà sản xuất phần cứng cung cấp các trình điều khiển chuyên biệt. ASIO đã tự xác lập mình là tiêu chuẩn cho trình điều khiển âm thanh.

## Các sản phẩm

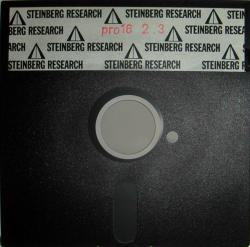
Sản phẩm đầu tiên của Steinberg, Steinberg Pro 16, được bán trên đĩa mềm. Đây là phiên bản 2.3

### Sản phẩm hiện tại

#### Phần mềm âm nhạc
- Cubase
- Dorico
- Nuendo
- WaveLab
- SpectraLayers
- Sequel[20]
- Cubasis (cho iOS và Android)

#### Công cụ VST
- HALion (SE/Sonic) - lấy mẫu ảo và hệ thống thiết kế âm thanh
- Dàn nhạc giao hưởng HALion
- Groove Agent - trống điện tử và trống acoustic
- The Grand[21] - Piano ảo
- Padshop - bộ tổng hợp dạng hạt
- Retrologue - bộ tổng hợp tương tự
- Dark Planet - âm thanh tối cho điện ảnh và nhạc điện tử
- Hypnotic Dance - âm thanh khiêu vũ dựa trên synth
- Triebwerk - Âm thanh cho Elektro, Techno và House
- Iconica - Thư viện Orchester, được ghi lại tại Funkhaus Berlin

#### Phần cứng
- Steinberg AXR4 – 28x24 Giao diện âm thanh Thunderbolt 2 với bản ghi số nguyên 32-bit và RND SILK
- Steinberg UR824 – 24x24 Giao diện âm thanh USB 2.0 với 8x D-PREs, 24-bit/192 kHz, DSP trên bo mạch, giám sát độ trễ bằng không, tích hợp nâng cao. Giao diện âm thanh USB hàng đầu của họ
- Steinberg CC121 – Bộ điều khiển tích hợp nâng cao
- Steinberg CI2 – Bộ điều khiển tích hợp nâng cao
- Steinberg MR816 CSX – Tích hợp nâng cao DSP Studio
- Steinberg MR816 X – Tích hợp nâng cao DSP Studio
- Steinberg UR44 – Giao diện âm thanh 6x4 USB 2.0 với 4x D-PREs, hỗ trợ 24-bit/192 kHz & MIDI I/O
- Steinberg UR22mkII – Giao diện âm thanh 2x2 USB 2.0 với 2x D-PREs, hỗ trợ 24-bit/192 kHz & MIDI I/O
- Steinberg UR12 – Giao diện âm thanh 2x2 USB 2.0 với 1x D-PREs, hỗ trợ 24-bit/192 kHz
- Steinberg Key (Thiết bị kiểm soát giấy phép cho phần mềm Steinberg - Dongle)
- eLicenser (Thiết bị kiểm soát giấy phép cho phần mềm Steinberg - Dongle)

### Sản phẩm trước đây

#### Phần mềm âm nhạc
- Pro 16 (cho Commodore 64)[22]
- Trackstar (cho Commodore 64)[23]
- Pro 24 (cho Atari ST,[24][25] Commodore Amiga)[26]
- The Ear (cho Atari ST)[27]
- Twelve (cho Atari ST)[28]
- Tango (cho Atari)[29]
- MusiCal (cho Atari ST)[30]
- Cubeat (cho Atari ST)[31]
- Cubase Lite (cho Atari ST/Mac/PC)[32]
- Dòng SoundWorks (cho Atari ST) - Trình chỉnh sửa mẫu cho Akai S900, Ensoniq Mirage, E-mu Emax và Sequential Prophet 2000
- Dòng SynthWorks (cho Atari ST) - Biên tập viên vá lỗi/thủ thư[33] cho Yamaha DX7, DX7II, TX7 và TX81z, Roland D50 và MT32 và Ensoniq ESQ-1
- Cubase SX
- Cubase VST
- Avalon - trình soạn thảo mẫu cho Atari[34]
- V-Stack
- ReCycle - Trình chỉnh sửa mẫu Windows / Mac[35]

#### Công cụ VST
- Plex
- D'cota
- Hypersonic[36]
- X-phraze
- Model-E
- Virtual Guitarist[37]
- Virtual Bassist

#### Phần cứng
- MIDEX-8 - Giao diện USB MIDI[38]
- MIDEX-3 - Giao diện USB MIDI[39]
- MIDEX+ - Giao diện MIDI Atari[40]
- Giao diện Steinberg Amiga MIDI
- Steinberg Media Interface 4 (MI4) - Giao diện USB MIDI
- Avalon 16 DA Converter - Công cụ chuyển đổi AD cho Atari
- SMP-24 - Bộ xử lý SMPTE/MIDI[41]
- Timelock - Bộ xử lý SMPTE[42]
- Topaz - Máy ghi âm điều khiển bằng máy tính[43]

## Các giao thức
Steinberg đã giới thiệu một số giao thức phần mềm tiêu chuẩn công nghiệp. Bao gồm các:
- ASIO (một giao thức giao tiếp có độ trễ thấp giữa phần mềm và card âm thanh)
- VST (một giao thức cho phép các plugin âm thanh của bên thứ ba và các nhạc cụ ảo)
- LTB (cung cấp thời gian chính xác cho các giao diện MIDI hiện đã ngừng hoạt động)
- VSL (một giao thức mạng âm thanh / MIDI cho phép kết nối và đồng bộ hóa nhiều máy tính chạy phần mềm Steinberg)

Các gói đáng chú ý của Steinberg bao gồm bộ trình tự Cubase và Nuendo, cũng như WaveLab (một trình chỉnh sửa âm thanh kỹ thuật số) và nhiều plugin VST.

## Liên Kết Ngoài
- Website chính thức